# Jessica Harrison
Pour les articles homonymes, voir Harrison.
Jessica Harrison, née le 27 octobre 1977 à Sheffield, est une triathlète française et britannique, multiple championne de France de triathlon.

## Biographie

### Jeunesse
Jessica Rose Harrison commence sa première discipline sportive à l’âge de 5 ans avec la natation. Elle pratique également le VTT avec son père, pour enfin se lancer sur son premier triathlon à l'âge de 11 ans.

### Carrière professionnelle
Elle acquiert la nationalité française par naturalisation le 20 juin 2006.
Sélectionnée en équipe de France et entraînée par Stéphanie Deanaz-Gros, elle participe à l'épreuve de triathlon aux Jeux olympiques d'été de 2008 à Pékin et se classe à la 12e place. Elle est également participante aux Jeux de Londres quatre ans plus tard. Elle remporte une étape de Coupe du Monde et deux titres de vice-championne du monde en relais mixte.
Harrison et Carole Péon sont désignées comme les deux grandes rivales pour le titre de championne de France 2009 sur la distance olympique, après leur duel de 2006, lors duquel Péon avait remporté le titre en arrivant pourtant deuxième derrière Harrison, qui n'était pas encore naturalisée française. Cette fois encore, l'ordre du classement est le même, et Harrison remporte alors le premier de ses quatre titres nationaux consécutifs.
Jessica Harrison met un terme à sa carrière à 36 ans après une 32e place lors de la dernière étape de la Coupe du monde, à Londres, en franchissant la ligne d'arrivée en moonwalk. Elle reste cependant toujours engagée dans son club de Poissy. 

### Responsabilités
En parallèle de sa carrière sportive professionnelle, Jessica Harrison est élue par ses pairs représentante des triathlètes auprès de la Fédération internationale de triathlon (ITU) et de son homologue européenne (ETU). Au niveau des instances françaises, elle est membre de la Commission nationale des Athlètes de haut niveau au CNOSF ainsi que de la Commission nationale sportive de la FFTri.
À partir d'avril 2018, elle fait partie de la commission des athlètes, une instance de dix-huit sportifs présidée par Martin Fourcade qui va travailler à la préparation concrète des Jeux olympiques et paralympiques de 2024.

### Vie privée
Jessica Harrison est en couple depuis 2005, avec Carole Péon. En 2010, avec sa compagne, elle s'exprime dans un reportage du magazine spécialisé Triathlète qui traite de l'homosexualité dans le sport et notamment dans le triathlon. Elles évoquent à cette occasion et avec simplicité leur vie commune depuis plusieurs années.
Elle possède une société de création de produits nommée « Mako ».

## Clubs successifs
- 1990 - 1999 :  Team Kennet (membre à vie depuis 2004[12])
- 2000 - 2002 :  Montpellier triathlon
- Depuis 2003 :  Poissy Triathlon

## Palmarès
Le tableau présente les résultats les plus significatifs (podium) obtenus sur le circuit national et international de triathlon depuis 2003,.
| Année | Compétition                                        | Pays         | Position           | Temps           | Nationalité sportive |
| ----- | -------------------------------------------------- | ------------ | ------------------ | --------------- | -------------------- |
| 2013  | Championnat de France                              | France       |                    | 1 h 1 min 41 s  | Française            |
| 2012  | Championnats du monde de triathlon en relais mixte | Suède        |                    | 1 h 26 min 58 s | Française            |
| 2012  | Championnat de France                              | France       |                    | 1 h 0 min 40 s  | Française            |
| 2011  | Coupe du monde - l'étape de Tongyeong              | Corée du Sud |                    | 2 h 0 min 41 s  | Française            |
| 2011  | Championnat de France                              | France       |                    | 1 h 1 min 44 s  | Française            |
| 2011  | Triathlon Coupe d'Afrique                          | Maroc        |                    | 2 h 5 min 51 s  | Française            |
| 2010  | Championnats du monde de triathlon en relais mixte | Suisse       |                    | 1 h 14 min 11 s | Française            |
| 2010  | Championnat de France                              | France       |                    | 2 h 11 min 29 s | Française            |
| 2009  | WTS Madrid                                         | Espagne      |                    | 2 h 5 min 59 s  | Française            |
| 2009  | Coupe du monde - l'étape de Huatulco               | Mexique      |                    | 2 h 13 min 29 s | Française            |
| 2009  | Championnat de France                              | France       |                    | 2 h 0 min 51 s  | Française            |
| 2008  | Coupe du monde - l'étape de Lorient                | France       |                    | 2 h 2 min 42 s  | Française            |
| 2004  | Triathlon Londres                                  | Royaume-Uni  |                    | Timing          | Britannique          |
| 2003  | Championnat britannique                            | Royaume-Uni  | Médaille de bronze | 1 h 59 min 32 s | Britannique          |

| Année | Nombres | Étapes                    |
| ----- | ------- | ------------------------- |
| 2013  | 1       | Sartrouville              |
| 2012  | 1       | Paris                     |
| 2008  | 1       | La Baule                  |
| 2006  | 1       | Lorient                   |
| 2004  | 1       | Dunkerque                 |
| 2003  | 2       | Sables-d'Olonne, Beauvais |
| Total | 7       | 7 villes différentes      |